# エステル・マギ
エステル・マギ（エストニア語: Ester Mägi、1922年1月10日 - 2021年5月14日）は、エストニアの作曲家。旧ソ連時代より創作活動を続けており、エストニア楽壇の最長老の一人と看做されていた。

## 生涯
1922年、エストニア・タリンで生まれた。エストニア国立音楽院にてマルト・サールに、1951年から1954年までモスクワ音楽院にてヴィッサリオン・シェバリーンに師事した。

## 作曲作品
作品のほとんどは合唱曲や室内楽曲であるものの、数少ない管弦楽曲も高く評価されている。伝統的なエストニア民謡に触発された作風を採り、最も有名な作品に《ピアノ・ソナタ》（1949年）や《ピアノ三重奏曲ニ短調》（1950年）、《ピアノ協奏曲》（1953年）、《ヴァイオリン協奏曲》（1958年）、《交響曲》（1968年）がある。